# Diga di Zervreila
La diga di Zervreila è una diga ad arco situata in Svizzera, nel Canton Grigioni, nel comune di Vals.
Inaugurata nel 1957, ha un'altezza di 151 metri e il coronamento è lungo 504 metri. Il volume della diga è di 626.000 metri cubi.
Il lago creato dallo sbarramento, lo Zervreilasee, ha un volume massimo di 100,5 milioni di metri cubi, una lunghezza di 4 km e un'altitudine massima di 1862 m s.l.m. Lo sfioratore ha una capacità di 280 metri cubi al secondo.
Le acque del lago vengono sfruttate dall'azienda Kraftwerke Zervreila AG.

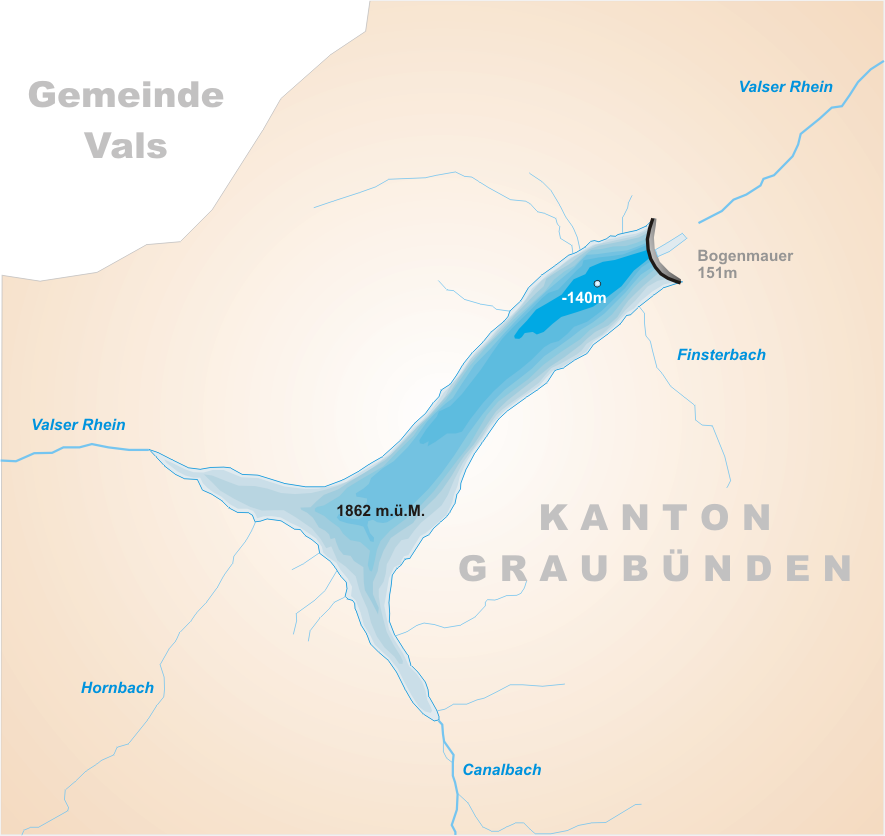
Mappa del lago